# Lič polje
Lič polje este o arie protejată (sit de importanță comunitară — SCI) din Croația întinsă pe o suprafață de 732,57 ha, integral pe uscat.

## Localizare
Centrul sitului Lič polje este situat la coordonatele 45°16′36″N 14°44′27″E / 45.276576°N 14.740765°E.

## Înființare
Situl Lič polje a fost declarat sit de importanță comunitară în iulie 2013 pentru a proteja un număr necunoscut de specii din flora spontană și fauna sălbatică aflate în arealul zonei.

## Biodiversitate
Situată în ecoregiunea alpină, aria protejată conține 3 habitate naturale: Formațiuni de Juniperus communis pe lande sau pajiști calcaroase, Pajiști uscate seminaturale și facies de acoperire cu tufișuri pe substraturi calcaroase (Festuco-Brometalia) (* situri importante pentru orhidee), Pajiști cu Molinia pe soluri calcaroase, turboase sau argilos-nămoloase (Molinion caeruleae).
La baza desemnării sitului se află un număr nedeclarat de specii protejate.
Pe lângă speciile protejate, pe teritoriul sitului au mai fost identificate 2 specii de plante.